# Atole

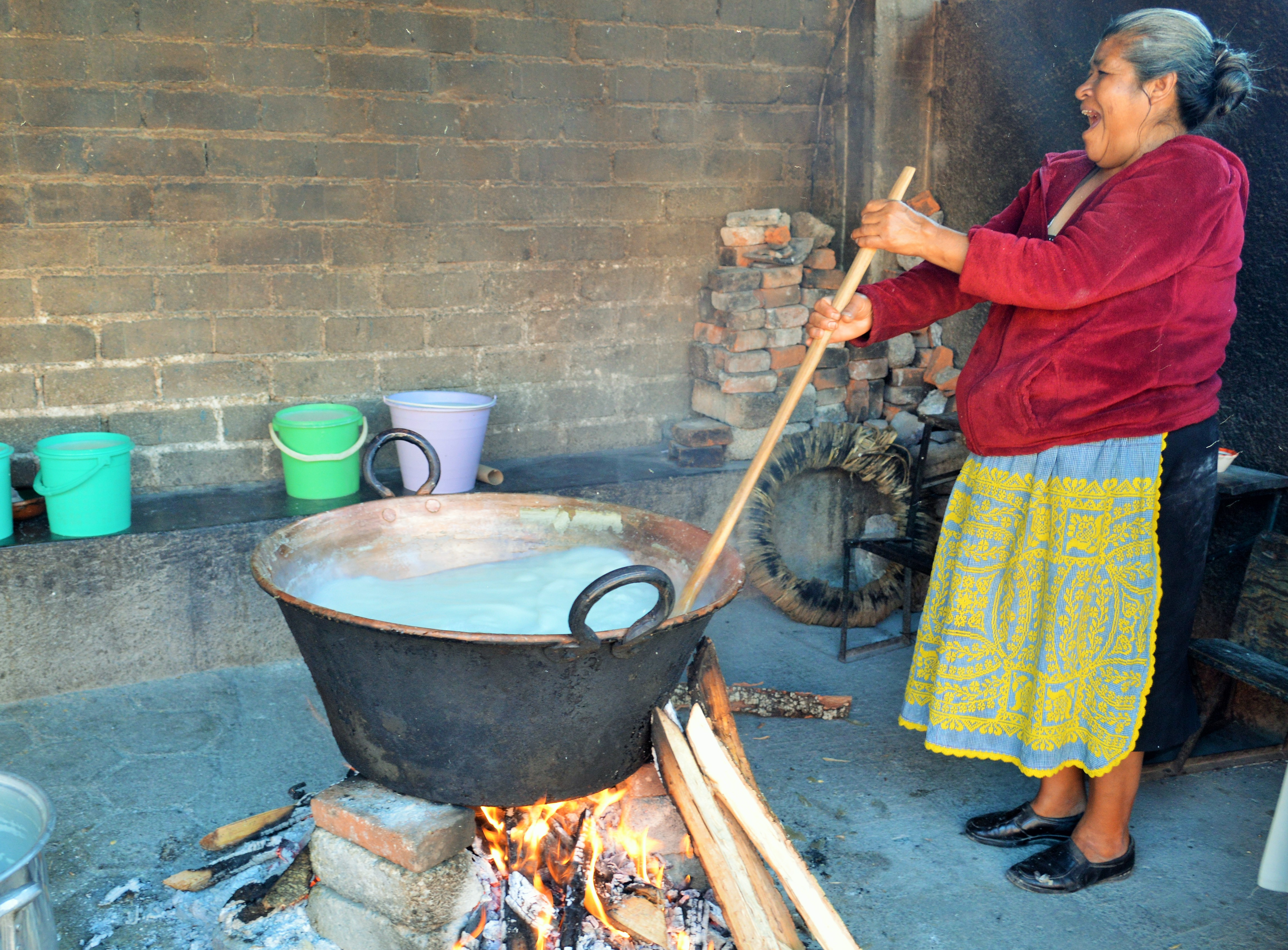

Atole je název nápoje, jehož historie sahá do předkolumbovské Mezoameriky, rozšířený především v Mexiku, Guatemale a dalších středoamerických státech. Jeho příprava spočívá ve vaření kukuřičného těsta či mouky ve vodě. Výsledný nápoj má hustou konzistenci a podává se horký. Běžně je atole dochucen různým kořením (např. kakao, vanilka, skořice, anýz, listy pomerančovníku) a dochucovadly (čokoláda, ovocná šťáva či dužnina). Tradičně může být doslazen cukrem, medem nebo tzv. panelou (sladká hmota získávána vařením šťávy z cukrové třtiny při vysokých teplotách).
Původně se připravoval pouze z kukuřičného těsta, v novodobé gastronomii existují i varianty použivající i např. kukuřičnou, pšeničnou či rýžovou semolinu. Vařit surivinu lze i v mléce namísto vody. Mívá řadu příchutí - např. jahoda, vanilka, čokoláda, ananas, švestka, mango, kokos, ořechy, skořice, kvajáva a další.